# Serena Lo Bue
Serena Lo Bue (Palermo, 4 de agosto de 1995) es una deportista italiana que compitió en remo. Ganó una medalla de oro en el Campeonato Mundial de Remo de 2018, en la prueba de dos sin timonel ligero.

## Palmarés internacional
| Campeonato Mundial | Campeonato Mundial | Campeonato Mundial | Campeonato Mundial     |
| Año                | Lugar              | Medalla            | Prueba                 |
| ------------------ | ------------------ | ------------------ | ---------------------- |
| 2018               | Plovdiv (Bulgaria) | Medalla de oro     | Dos sin timonel ligero |